# Coșmarul de pe Elm Street 5: Copilul din vis
Coșmarul de pe Elm Street 5: Copilul din vis (titlu original: A Nightmare on Elm Street 5: The Dream Child) este un film slasher din 1989 regizat de Stephen Hopkins, al cincilea din seria Coșmar pe Strada Ulmilor / Coșmarul de pe Elm Street.

## Distribuție
- Lisa Wilcox -  Alice Johnson
- Robert Englund -  Freddy Krueger
- Erika Anderson -  Greta Gibson
- Danny Hassel -  Dan Jordan
- Kelly Jo Minter -  Yvonne Miller
- Joe Seely -  Mark Grey
- Whit Hertford -  Jacob Johnson
- Nicholas Mele -  Dennis Johnson
- Valorie Armstrong -  Doris Jordan
- Beatrice Boepple -  Amanda Krueger
- Burr DeBenning -  Sig. Jordan
- Clarence Felder -  Mr. Gray
- Beth DePatie -  Anne
- Matthew Borlenghi -  Jock
- Noble Craig -  Merging Freddy
- Michael Ashton -  Gurney Orderly
- Michael Bailey Smith -  Super Freddy